# AmigaOS 4
AmigaOS 4 (OS4, AOS4) er en række af Amiga operativsystem'er, som kører på PowerPC-mikroprocessorer. Det er hovedsageligt baseret på AmigaOS 3,1-kildekode men også på version 3,9. "The Final Update" blev frigivet 24. december 2006 (oprindeligt udgivet i maj 2004) efter fem års udvikling af det belgiske selskab Hyperion Entertainment under licens fra Amiga, Inc for registrerede brugere af AmigaOne.
Gennem de fem års udvikling kunne brugerne af AmigaOne løbende i kortere perioder hente førudgivelser af AmigaOS 4,0 fra Hyperion's hjemmeside. I følge brugere på diverse Amiga diskussionsfora var disse udgaver stabile på trods af, at de var førudgivelser.
20. december 2006 afbrød Amiga Inc. straks kontrakten med Hyperion til at udvikle og sælge AmigaOS 4. Ikke desto mindre blev AmigaOS 4.0 frigivet kommercielt til Classic Amiga'er med CyberstormPPC- og BlizzardPPC-acceleratorkort i november 2007. AmigaOS 4,0 til disse kort var indtil da kun tilgængelige for udviklere og beta-testere. Det italienske computerselskab ACube Systems annoncerede Sam440ep og Sam440ep-flex bundkort, som er AmigaOS 4-kompatible. Der blev også frigivet en tredjeparts-bootloader, kendt som "Moana", på torrent-sites; Bootloaderen giver mulighed for installation af Sam440ep-udgaven af OS4 til Mac Mini G4's. Den er dog uofficiel, ikke-understøttet og ufuldstændig, navnlig hvad angår drivere. Under den retslige udvikling mellem Hyperion og Amiga, Inc var OS4 stadig under udvikling og blev distribueret, og OS4-software lanceredes stadig, og gør det i øvrigt stadigt.

## Eksterne
- AmigaOS 4
- Amiga, Inc
- Hyperion Entertainment CVBA
- Acube Systems Srl
- AmigaKit.com
- ASB Computer – Amiga Store
- Vesalia Computer – Amiga Store
- AmigaOS 4 software archive